# Mark von Hagen
Mark Louis von Hagen (ur. 21 lipca 1954 w Cincinnati, zm. 15 września 2019 w Phoenix) – amerykański historyk, badacz dziejów Europy Wschodniej.

## Życiorys
Studiował na Georgetown University, Indiana University-Bloomington i Stanford University. Wykładał na Columbia University. Ostatnio pracował w Arizona State University. W latach 2002–2005 był przewodniczącym International Association for Ukrainian Studies. Jeden z czołowych badaczy historii Ukrainy w USA.

## Publikacje
- Soldiers in the Proletarian Dictatorship: The Red Army and the Soviet Socialist State, 1917-1930, Cornell 1990.
- (redaktor z Andreas Kappeler, Zenon Kohut i Frank Sysyn) Culture, Nation, Identity: the Ukrainian-Russian Encounter 1600-1945, Toronto 2003.
- (redaktor z Jane Burbank and Anatoly Remnev) Geographies of Empire: Ruling Russia 1700-1991, Indiana 2004.
- War in a European borderland. Occupations and occupation plans in Galicia and Ukraine 1914-1918, Seattle: Herbert J. Ellison Center for Russian, East European, and Central Asian Studies, University of Washington 2007.